# مرکز لی والی ویت واتر
مرکز لی والی ویت واتر (به انگلیسی: Lee Valley White Water Centre) یک مجموعه ورزشی ساخته شده مخصوص ورزش‌های آبی همانند مسابقات قایقرانی اسلالوم در آب‌های خروشان در کشور انگلستان است.
این مجموعه با مبلغ ۳۱ میلیون پوند ساخته شده که در ۹ دسامبر ۲۰۱۰ به بهره‌برداری رسیده. این مرکز ورزشی در بازی‌های المپیک تابستانی ۲۰۱۲ مورد استفاده قرار گرفته‌است.

## ورزشگاه

نقشه مرکز لی والی ویت واتر

این ورزشگاه در شهرستان هرتفوردشایر و در ۱۴ کیلومتری لندن قرار دارد و ۴۰ کیلومتر مربع وسعت دارد.
در طول بازی‌های المپیک ۱۲ هزار صندلی موقت در اطراف محل برگزاری برای تماشاگران نصب خواهد شد.

## دسترسی
دسترسی به این مجموعه ورزشی از طریق جاده ای۱۲۱ و جاده ای۱۰ و همین‌طور خروجی‌های ۲۵ و ۲۶ بزرگراه‌ام۲۵ امکان‌پذیر است.
همچنین از ایستگاه‌های راه‌آهن چشانت و و والتهام کورس در خط اصلی وست آنجلیا می‌توان استفاده کرد.